# Blastobasis argillacea
Blastobasis argillacea é uma espécie de mariposa do gênero Blastobasis pertencente à família Coleophoridae.